# Söndrums socken
Söndrums socken i Halland ingick i Halmstads härad, ingår sedan 1974 i Halmstads kommun i Hallands län och motsvarar från 2016 Söndrums distrikt.
Socknens areal är 35,69 kvadratkilometer, varav 35,18 land. År 2000 fanns här 11 339 invånare. Västra delen av Halmstad, stadsdelen och kyrkbyn Söndrum, med Tylösand och Frösakull och sockenkyrkan Söndrums kyrka ligger i socknen. 

## Administrativ historik
Söndrums socken har medeltida ursprung.
Vid kommunreformen 1862 övergick socknens ansvar för de kyrkliga frågorna till Söndrums församling och för de borgerliga frågorna till Söndrums landskommun.  Denna senare utökades 1952 med Vapnö landskommun och uppgick 1974 i Halmstads kommun. Församlingen uppgick 2006 i Söndrum-Vapnö församling.
1 januari 2016 inrättades distriktet Söndrum, med samma omfattning som församlingen hade 1999/2000. 
Socknen har tillhört fögderier och domsagor enligt Halmstads härad. De indelta båtsmännen tillhörde Södra Hallands första båtsmanskompani.

## Geografi och natur
Söndrums socken ligger väster om Halmstad. Socknen är strand- och slättbygd med skogsmark längs kusten.
Det finns tre naturreservat i socknen: Tylön ingår i EU-nätverket Natura 2000 medan Eketånga och Möllegård är kommunala naturreservat.
En sätesgård var Heagård.

## Fornlämningar
Från stenåldern finns boplatser och fyra hällkistor. Från bronsåldern finns gravröse och från järnåldern finns stensättningar  och resta stenar.

## Namnet
Namnet (1399 Sonderam) kommer från kyrkbyn. Förleden är syndrä, 'söder'. Efterleden hem, 'boplats; gård'.

## Befolkningsutveckling
| Befolkningsutvecklingen i Söndrums socken 1769–1990                                                     | Befolkningsutvecklingen i Söndrums socken 1769–1990 | Befolkningsutvecklingen i Söndrums socken 1769–1990 | Befolkningsutvecklingen i Söndrums socken 1769–1990 | Befolkningsutvecklingen i Söndrums socken 1769–1990 |
| --- | --------------------------------------------------- | --------------------------------------------------- | --------------------------------------------------- | --------------------------------------------------- |
| |                                                     |                                                     |                                                     |                                                     |
| År |                                                     |                                                     | Folkmängd                                           |                                                     |
| 1769 | 1769                                                |                                                     | 574                                                 |                                                     |
| 1810 | 1810                                                |                                                     | 693                                                 |                                                     |
| 1820 | 1820                                                |                                                     | 717                                                 |                                                     |
| 1830 | 1830                                                |                                                     | 704                                                 |                                                     |
| 1840 | 1840                                                |                                                     | 764                                                 |                                                     |
| 1850 | 1850                                                |                                                     | 839                                                 |                                                     |
| 1860 | 1860                                                |                                                     | 1 079                                               |                                                     |
| 1870 | 1870                                                |                                                     | 1 185                                               |                                                     |
| 1880 | 1880                                                |                                                     | 1 403                                               |                                                     |
| 1890 | 1890                                                |                                                     | 1 825                                               |                                                     |
| 1900 | 1900                                                |                                                     | 2 105                                               |                                                     |
| 1910 | 1910                                                |                                                     | 1 951                                               |                                                     |
| 1920 | 1920                                                |                                                     | 1 726                                               |                                                     |
| 1930 | 1930                                                |                                                     | 1 725                                               |                                                     |
| 1940 | 1940                                                |                                                     | 1 544                                               |                                                     |
| 1950 | 1950                                                |                                                     | 1 959                                               |                                                     |
| 1960 | 1960                                                |                                                     | 3 080                                               |                                                     |
| 1970 | 1970                                                |                                                     | 6 302                                               |                                                     |
| 1980 | 1980                                                |                                                     | 9 297                                               |                                                     |
| 1990 | 1990                                                |                                                     | 10 685                                              |                                                     |
| Anm: Källor: Umeå universitet - Tabellverket 1749-1859, Demografiska databasen, CEDAR, Umeå universitet |                                                     |                                                     |                                                     |                                                     |